# روزماري كاربنتر
روزماري كاربنتر (بالإنجليزية: Rosemary Carpenter)‏ هي عالمة وراثة ونبات بريطانية، حصلت على ميدالية داروين عام 2004.